# Arachnothryx ovata
Arachnothryx ovata är en måreväxtart som först beskrevs av Henry Hurd Rusby, och fick sitt nu gällande namn av Julian Alfred Steyermark. Arachnothryx ovata ingår i släktet Arachnothryx och familjen måreväxter. Inga underarter finns listade i Catalogue of Life.